# Mahankal (Sindhupalchowk)
Mahankal (nepalski: महांकाल, trl. Mahānkāl, trb. Mahankal) – gaun wikas samiti w środkowej części Nepalu  w strefie Bagmati w dystrykcie Sindhupalchowk. Według nepalskiego spisu powszechnego z 2001 roku liczył on 974 gospodarstw domowych i 5194 mieszkańców (2628 kobiet i 2566 mężczyzn).